# Borolia rufidefinita
Borolia rufidefinita là một loài bướm đêm trong họ Noctuidae.